# Васюта, Сергей Иванович
Сергей Иванович Васюта (род. 30 ноября 1958 Станиславов, УССР) — украинский и польский историк, доктор исторических наук (1996), профессор (2001), с 2001 года научный сотрудник отдела истории, теории и методологии НГИ Министерства образования г. Киев. Специалист с экологической истории Украины.

## Биография
Родился 30 ноября 1958 года в городе Ивано-Франковск в семье Ивана Васюты, заведующего кафедрой истории УССР и ректор Станиславского педагогического университета.
В 1981 году окончил исторический факультет Станиславского университета В 1985 году защитил кандидатскую диссертацию на тему: Трудовые коллективы Карпатского лесопромышленного комплекса в борьбе за рациональное использование лесных ресурсов 1959—1975 гг.
В 1996 году защитил докторскую диссертацию на тему: Социально-экономические проблемы Украины 70-90- гг.

## Личная жизнь
Отец доктор исторических наук Иван Васюта, жена доктор политических наук Ольга Анатолиевна.

## Награды
Получил орден за заслуги 